# العجائب المصغرة
العجائب المصغرة (بالألمانية: Miniatur Wunderland) هو نموذج سكة حديد مصغر ومطار صغير يقع في مدينة هامبورغ، ألمانيا، وهو الأكبر من نوعه في العالم. يقع في مدينة التخزين التاريخية بالمدينة.
في أكتوبر 2016، كان خط السكة الحديدية يتكون من 15400 متر (50.525 قدمًا) من المسار في مقياس H0، مقسمًا إلى تسعة أقسام: جبال هارز، مدينة Knuffingen الوهمية، وجبال الألب، والنمسا، وهامبورغ، والولايات المتحدة، وإسكندنافيا، وسويسرا، وهي نسخة طبق الأصل من مطار هامبورغ وايطاليا.
بحلول عام 2020، من المتوقع أن يصل المعرض إلى مرحلته النهائية للبناء، بما في ذلك ما لا يقل عن عشرة أقسام جديدة في مساحة تبلغ أكثر من 2300 متر مربع (24757 قدم مربع). يتضمن المعرض 1300 قطارا مكوّنا من أكثر من 10000 عربة، وأكثر من 100000 سيارة متحركة، 500000 مصباح و130000 شجرة و400000 تمثال بشري. يجري التخطيط أيضًا لبناء أقسام بكل من فرنسا وإنجلترا وأيرلندا وإفريقيا وأستراليا.

## نظرة عامة على الأقسام المختلفة
| القسم | الاسم                          | تاريخ الانتهاء | الحجم                  |
| ----- | ------------------------------ | -------------- | ---------------------- |
| 1     | هارز / وسط ألمانيا             | أغسطس 2001     | c. 120 م2 (1,300 قدم2) |
| 2     | Knuffingen                     | أغسطس 2001     | c. 120 م2 (1,300 قدم2) |
| 3     | النمسا                         | أغسطس 2001     | c. 60 م2 (650 قدم2)    |
| 4     | هامبورغ                        | نوفمبر 2002    | c. 200 م2 (2,200 قدم2) |
| 5     | الولايات المتحدة               | ديسمبر 2003    | c. 100 م2 (1,100 قدم2) |
| 6     | إسكندنافيا                     | يوليو 2005     | c. 300 م2 (3,200 قدم2) |
| 7     | سويسرا                         | نوفمبر 2007    | c. 250 م2 (2,700 قدم2) |
| 8     | مطار Knuffingen                | ماي 2011       | c. 150 م2 (1,600 قدم2) |
| 9     | إيطاليا                        | سبتمبر 2016    | c. 190 م2 (2,000 قدم2) |
| 9 a.  | البندقية (كجزء من قسم إيطاليا) | فبراير 2018    | c. 10 م2 (110 قدم2)    |
| 10    | موناكو                         | 2019 (مخطّط له) |                        |
| 11    | إنجلترا/اسكتلندا               | 2021 (مخطّط له) |                        |
| 12    | فرنسا                          | 2023 (مخطّط له) |                        |
| 13    | إيرلندا/ويلز                   | 2025 (مخطّط له) |                        |
| 14    | بنلوكس                         | 2026 (مخطّط له) |                        |
| 15    | سيدني                          | 2028 (مخطّط له) |                        |

## صور

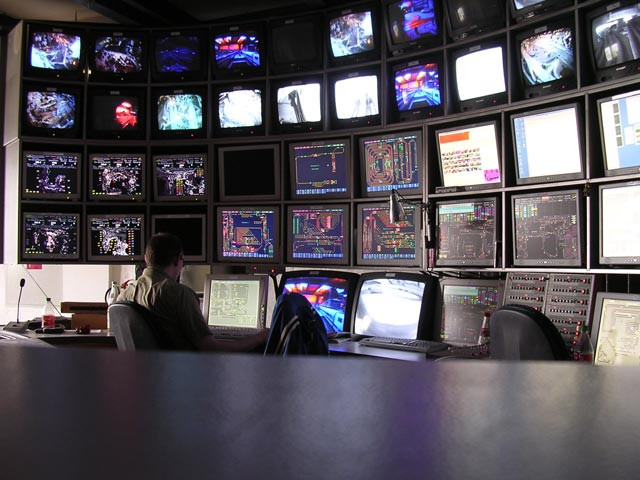
غرفة التحكم